# Puerto Plata (província)
Puerto Plata é uma província da República Dominicana. Sua capital é a cidade de San Felipe de Puerto Plata.

## Demographia
A população de Puerto Plata é de cerca de 313.000.

### Etnias
- 41,4% descendentes Oeste Africano (principalmente tribos iorubá e ibo).
- 44,1% mista origens Europeu e Africano/Mulato.
- 14,5% descendentes de europeus (principalmente de origem das Canárias e Portugal).

## Municípios
- Altamira
- Guananico
- Imbert
- Los Hidalgos
- Luperón
- San Felipe de Puerto Plata
- Sosúa
- Villa Isabela
- Villa Montellano